# Emporia Telecom
Emporia Telecom Produktions- und Vertriebs GesmbH & CoKG er en telekommunikationskoncern grundlagt i 1991 med hovedsæde i Linz, Østrig. Firmaet producerer og sælger mobiltelefoner til fortrinsvis personer over 50 år.